# Rebecca Schaeffer
Rebecca Lucile Schaeffer (ur. 6 listopada 1967 w Eugene, zm. 18 lipca 1989 w Los Angeles) – amerykańska aktorka i modelka.
Została zastrzelona przez psychopatycznego fana Roberta Johna Bardo, który za zabójstwo został skazany na dożywotnie pozbawienie wolności.

## Filmografia
- 1985: Tylko jedno życie – jako Annie Barnes
- 1986: Niesamowite historie (serial) – jako Miss Crowningshield w odcinku „Miscalculation”
- 1986–1988: My Sister Sam – jako Patti Russell
- 1987: Złote czasy radia
- 1988: Out of Time – jako Pam Wallace
- 1989:	Scenes from the Class Struggle in Beverly Hills – jako Zandra
- 1990: Voyage of Terror: The Lauro Affair – jako Cheryl
- 1990: The End of Innocence – jako Stephanie